# Homochlodes lactispargaria
Homochlodes lactispargaria är en fjärilsart som beskrevs av Walker 1861. Homochlodes lactispargaria ingår i släktet Homochlodes och familjen mätare. Inga underarter finns listade i Catalogue of Life.